# Rita Boley Bolaffio
Margherita Luzzatto conocida como Rita Boley Bolaffio (Trieste, 7 de junio de 1898 – Nueva York, 20 de mayo de 1995) era una artista italiana especializada en decoupage y collage.

## Biografía
Sus padres, Angelo Luzzatto y Olga Senegaglia, eran una familia judía originaria de Trieste. Tras la Primera Guerra Mundial, se establecieron en Viena, donde estudió en su Kunstgewerbeschule con Josef Hoffmann, entre otros, y diseñó textiles para la agrupación Wiener Werkstätte como Grete Luzzatto.
En 1919, se casó con el arquitecto e ingeniero Oscar Bolaffio, con quien se mudó a Milán en 1928. En esta ciudad, obtuvo el hípico Premio Ciglione della Malpensa en 1936.
En 1939, debido a las leyes raciales fascistas, tuvieron que huir a Estados Unidos. Allí trabajó como pintora o escultora de grandes almacenes como Lord & Taylor, Saks Fifth Avenue, Bergdorf Goodman, Neiman Marcus o Carson Pirie Scott y de publicaciones como Harper's Bazaar, Vogue, Town & Country, Good Housekeeping o Woman's Day.